# 마이 리틀 텔레비전
《마이 리틀 텔레비전》은 MBC에서 방영했던 리얼 버라이어티 프로그램이다. 줄여서 마리텔이라고 부른다. 마리텔은 기존의 TV 스타들과 사회 각층에서 전문가들 중 특별히 선별된 5명의 스타가 자신만의 콘텐츠를 가지고 직접 인터넷 생방송을 하는 MBC TV의 1인 방송 대결 프로그램이며, 카카오TV로 2주에 한번 일요일마다 생방송이 진행되는데 짝수회차의 말미에 출연자를 암시하는 실루엣을 올려 누리꾼의 추리와 참여를 이끌어내고 있다. 인기가 많은 스타는 고정으로 출연하며 몇몇 스타는 새로운 스타로 교체되고 있다 단 김구라는 처음부터 고정출연하고 있다.

## 수상
- 2015 대한민국 콘텐츠 대상 방송영상산업발전유공 예능프로그램 부문 국무총리 표창
- 2015 대한민국 올해의 브랜드 대상 특별상
- 2015 ABU상 예능프로그램 부문 최우수상
- 2016 제28회 한국PD대상 TV부문 실험정신상
- 2016 제43회 한국방송대상 연예오락 TV부문 작품상